# Sigma Puppis
Sigma Puppis (σ Pup) es una estrella en la constelación de Puppis, la popa del Argo Navis.
De magnitud aparente +3,25, se encuentra a 194 años luz de distancia del sistema solar.
Ocasionalmente es conocida con el nombre de Hadir.
Sigma Puppis es una gigante naranja de tipo espectral K5III con una temperatura superficial aproximada de 3970 K.
Incluyendo la radiación infrarroja que emite, su luminosidad es 347 veces mayor que la del Sol.
Tiene un radio 39 veces más grande que el radio solar y una masa cinco veces mayor que la del Sol.
Probablemente en su núcleo ha cesado la fusión nuclear del helio en carbono y oxígeno, mientras que su edad aproximada es de 1400 millones de años.
Sigma Puppis posee una compañera estelar detectada mediante espectroscopia cuyo período orbital es de 257,8 días.
Su órbita es moderadamente excéntrica (e = 0,17).
Dicha acompañante es una estrella blanca de la secuencia principal de tipo A0V - A2V.
Tiene una masa entre 2,0 y 2,5 masas solares y un radio entre 1,8 y 2,4 veces más grande que el del Sol.
La separación media entre ambas estrellas equivale a cuatro veces el radio de la gigante (unas 0,18 UA).
Una tercera estrella de magnitud +9,4 completa el sistema estelar.
Visualmente a 22,3 segundos de arco del par interior, es una enana amarilla de tipo G5V.
Su separación real respecto a la binaria es igual o superior a 1300 UA, lo que implica que su período orbital es de al menos 27.000 años.